# Katholische Wallfahrtskapelle St. Maria

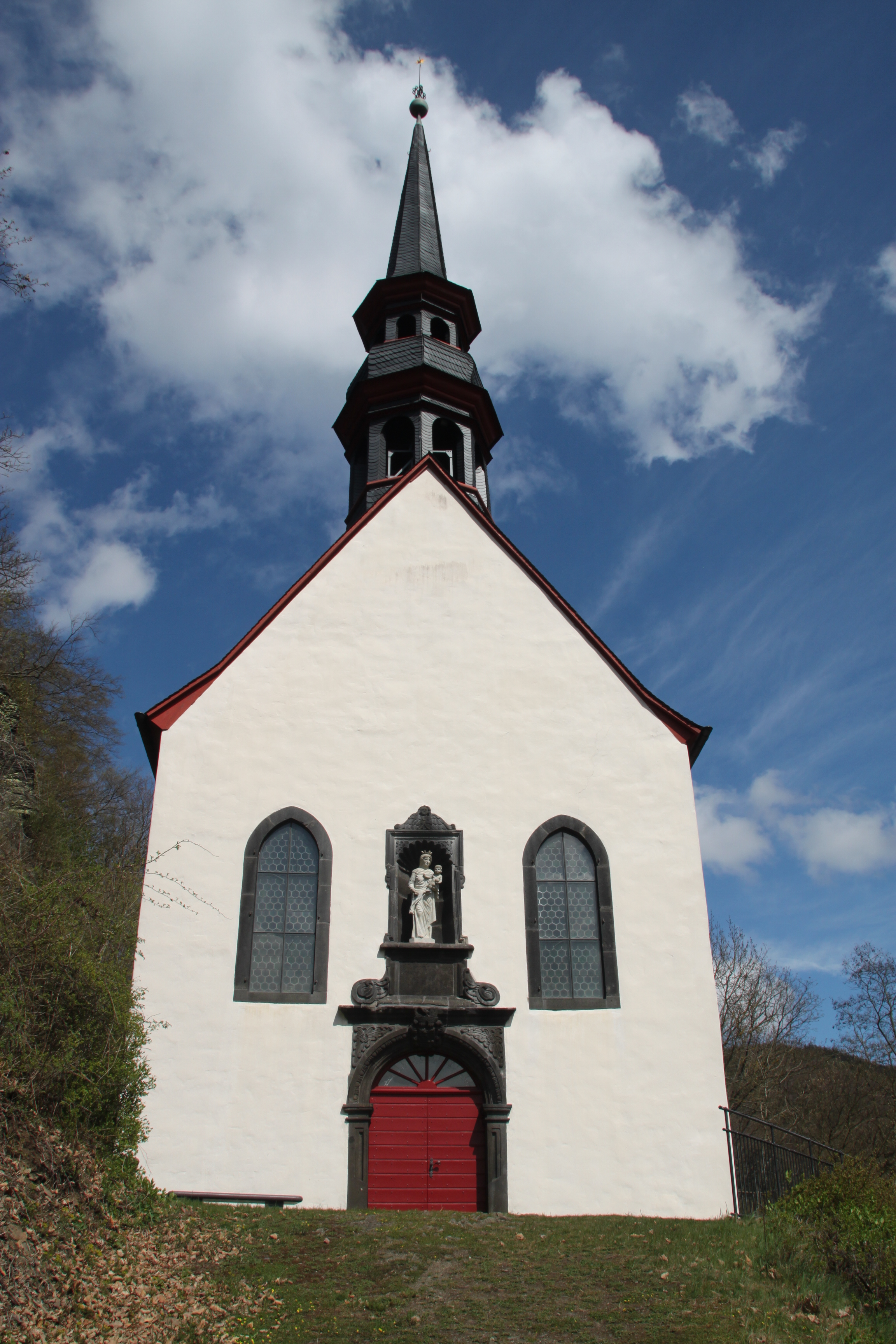
Wallfahrtskapelle

Die Katholische Wallfahrtskapelle St. Maria ist ein frühbarockes Gotteshaus mit vollständig erhaltener Inneneinrichtung aus der Zeit der Erbauung. Sie befindet sich oberhalb der Ahr am Felshang der Biebelsley im Ortsteil Pützfeld der Ortsgemeinde Ahrbrück im Landkreis Ahrweiler in Rheinland-Pfalz.

## Geschichte

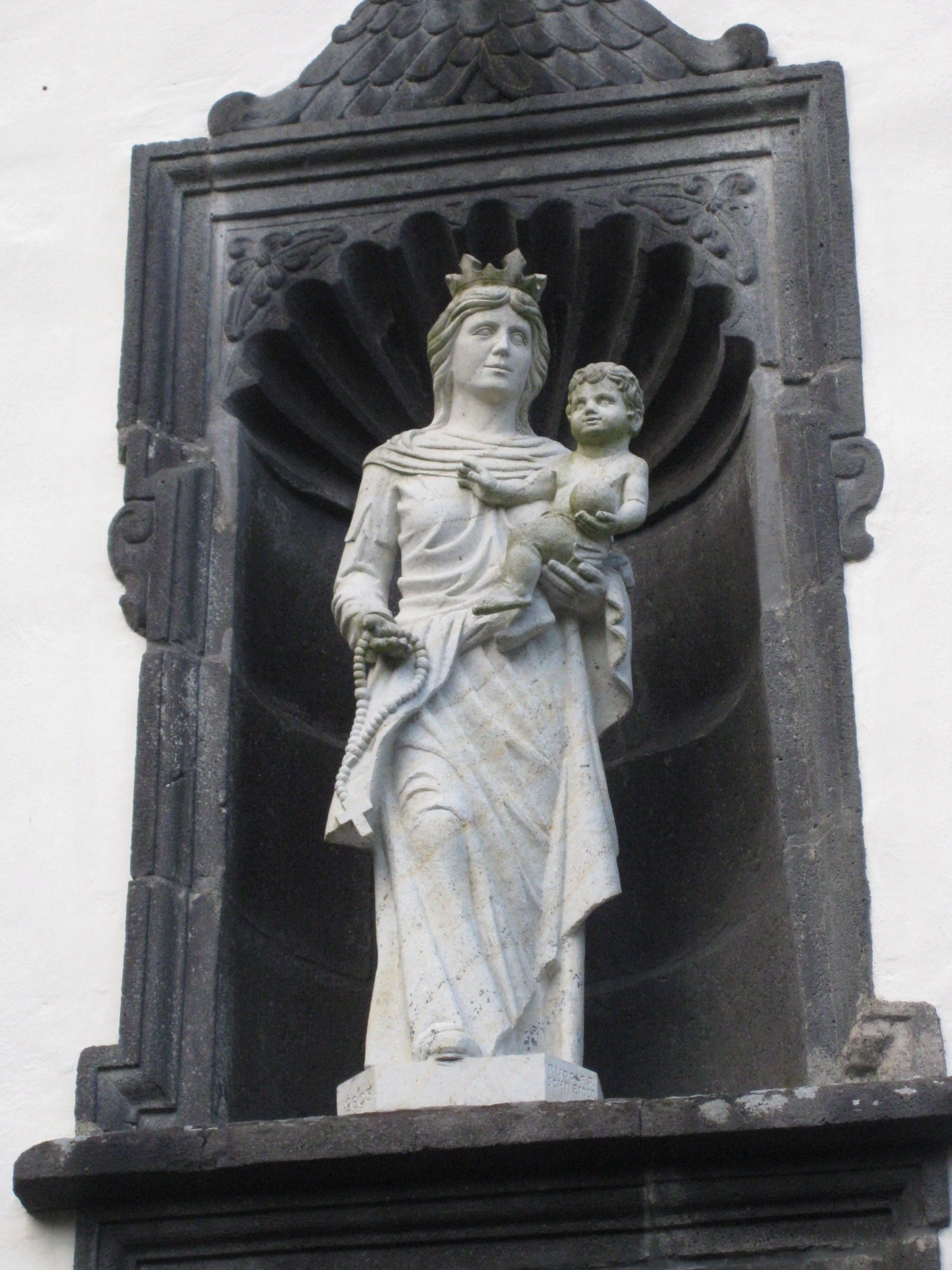
Schreitende Madonna über dem Westportal

Die Marienkapelle geht auf eine private Stiftung des Werner Dietrich Freiherr von Friemersdorf zu Pützfeld und seiner Ehefrau Maria Magdalena Scheiffardt von Merode zu Allner im Jahre 1681 zurück.
Etwa zu Beginn des 18. Jahrhunderts wurde aus der privaten Burgkapelle, wie sie damals hieß, eine öffentliche Wallfahrtskapelle. Vermutlich um 1715 fand hier die erste Wallfahrt von Hönningen aus statt. Sicher bezeugt ist dagegen die von Kesseling ausgehende Wallfahrt im Jahre 1737. Eigentliches Wallfahrtsziel war damals wie heute die Madonna mit Kind auf dem linken Seitenaltar.
Seit 1947 ist die Wallfahrtskapelle Eigentum der Zivilgemeinde Ahrbrück.
Dank des Engagements der Zivilgemeinde und der Denkmalpflege wurden in den Jahren 1955 bis 1966 und 1991 bis 1993 Kriegsschäden beseitigt sowie ein Außenputz aufgetragen. Außerdem wurde die Farbgestaltung des Innenraums mit der reichen Ausstattung erneuert. 1994 erhielt die Kapelle eine Orgel, die von der Firma Hugo Mayer Orgelbau aus Heusweiler im Saarland errichtet wurde.
Im September 2005 wurde in der Nische über dem Westportal die aus Trachyt-Stein geschaffene Schreitende Madonna von Rudolf P. Schneider aus Altenahr-Kreuzberg errichtet.

## Veranstaltungen
Traditionell werden jährlich am dritten Maisonntag und am dritten Septembersonntag Kapellenkonzerte im Rahmen des rheinland-pfälzischen Kulturprogramms veranstaltet. Außerdem findet jeden Dienstagnachmittag um 15 Uhr eine Pilgermesse statt, die von Gläubigen der Mittel- und Oberahr gut besucht ist.

## Baubeschreibung
Die Kapelle ist ein schlichter rechteckiger Saalbau im Stil des Barock mit fünfseitigem Chorschluss. Die Rundbogenfenster sind umrahmt von Gewänden aus Basaltlava. Reich geschmückt sind die beiden Portale in der Mitte der Südseite und im Westgiebel. Der Portalbogen ist mit einem Eierstabmuster profiliert und von Akanthusblattwerk in den Zwickeln überfangen. Er trägt als Keilstein das gemeißelte Wappen der Freiherren von Friemersdorf. Ursprünglich waren die schlanken Nischen über den Inschrifttafeln mit Muschelabschluss und Engelbekrönung für zwei Statuen vorgesehen, blieben aber leer.

## Innenausstattung
Die Altäre sind mit figurenreichen Aufbauten ausgestattet. Der Hochaltar ist der Unbefleckten Empfängnis Mariens gewidmet. Auch die beiden Seitenaltäre sind mit Statuen verziert. Der linke zeigt die Darstellung der Madonna mit Kind, der rechte ist zu Ehren des Heiligen Antonius von Padua geweiht. Ebenso sind die Kanzel und die beiden Beichtstühle aufwändig mit Figuren und kunstvollen Ornamenten versehen.
An den hinteren Innenwänden der Kapelle sind zahlreiche Tafeln mit Danksagungen an die Heilige Maria befestigt.

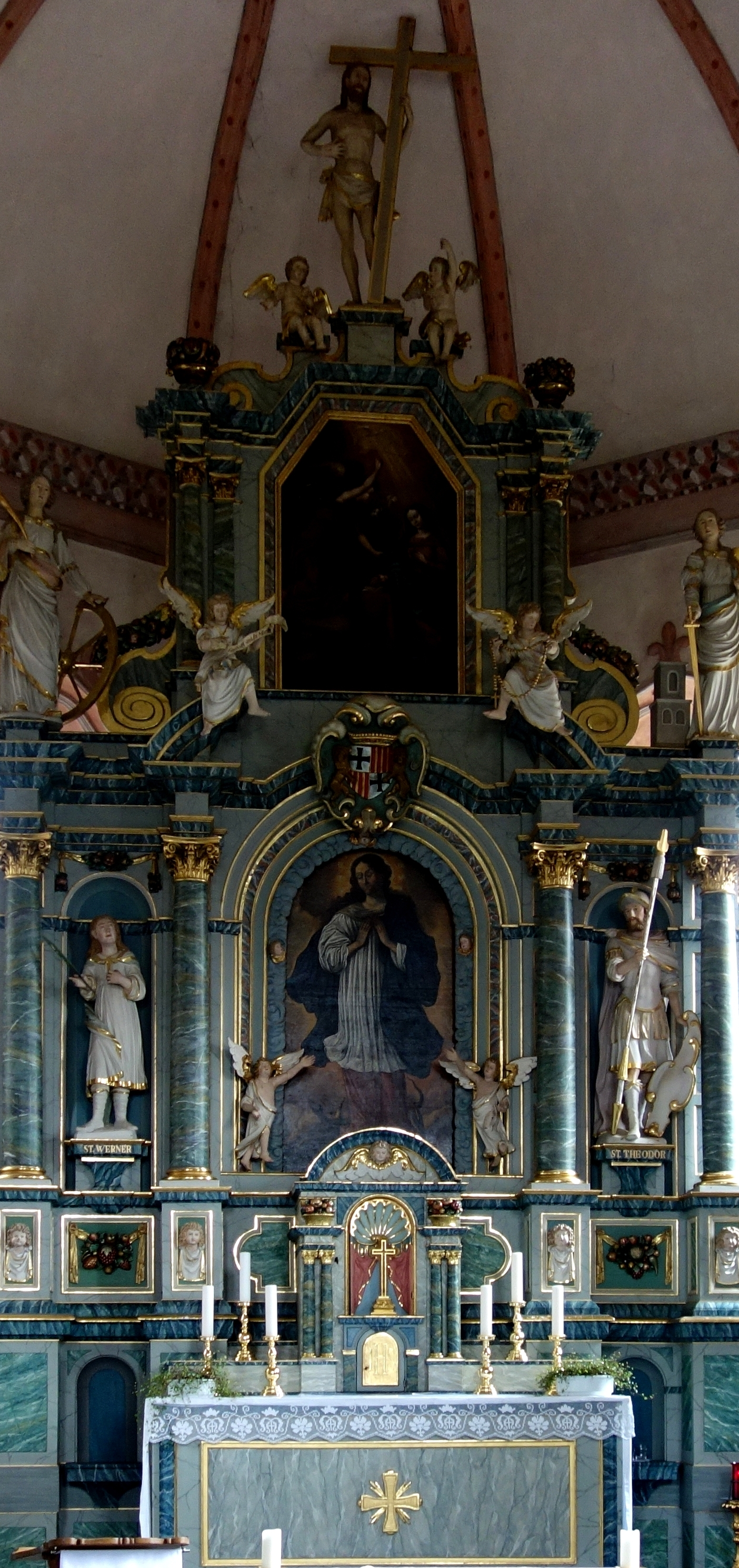
Hochaltar
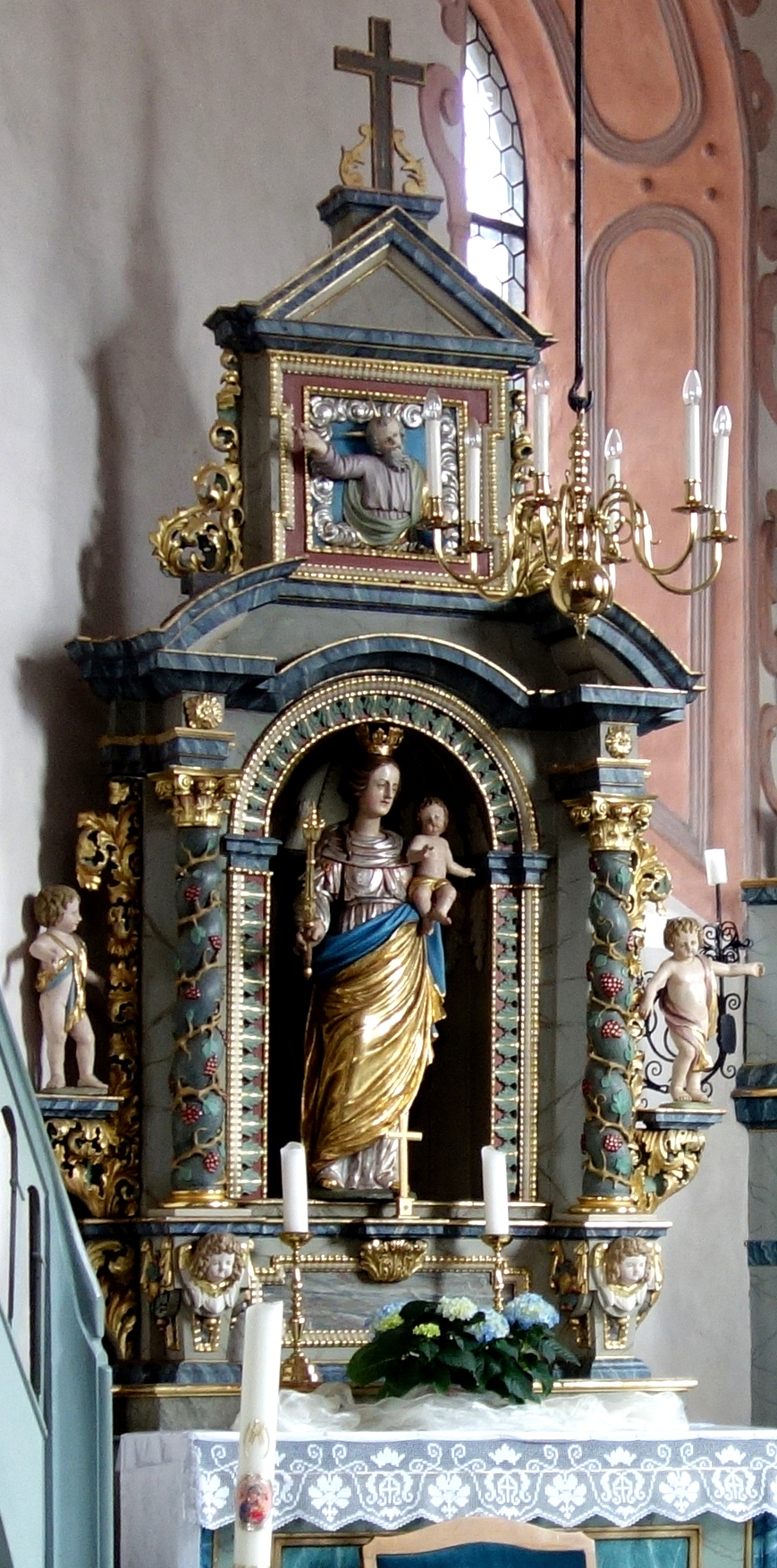
Linker Seitenaltar
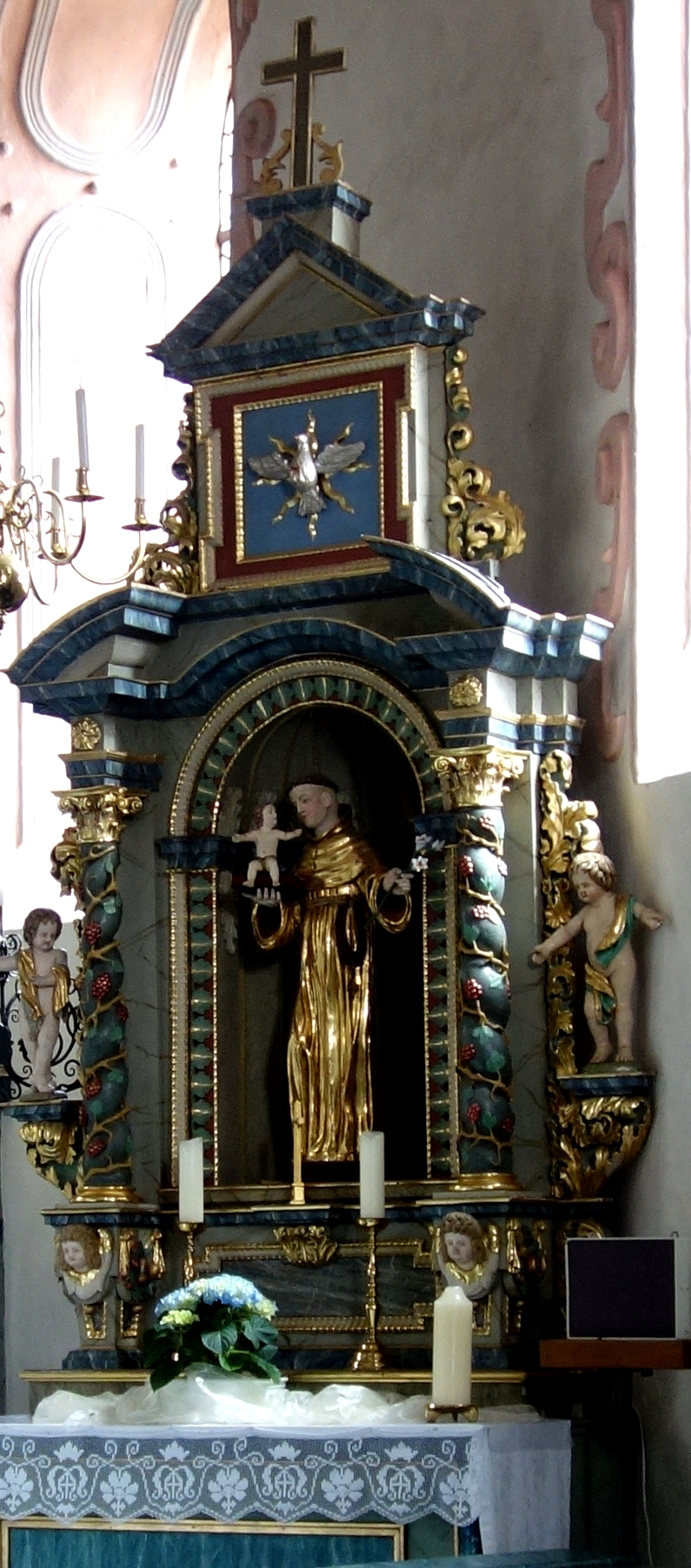
Rechter Seitenaltar
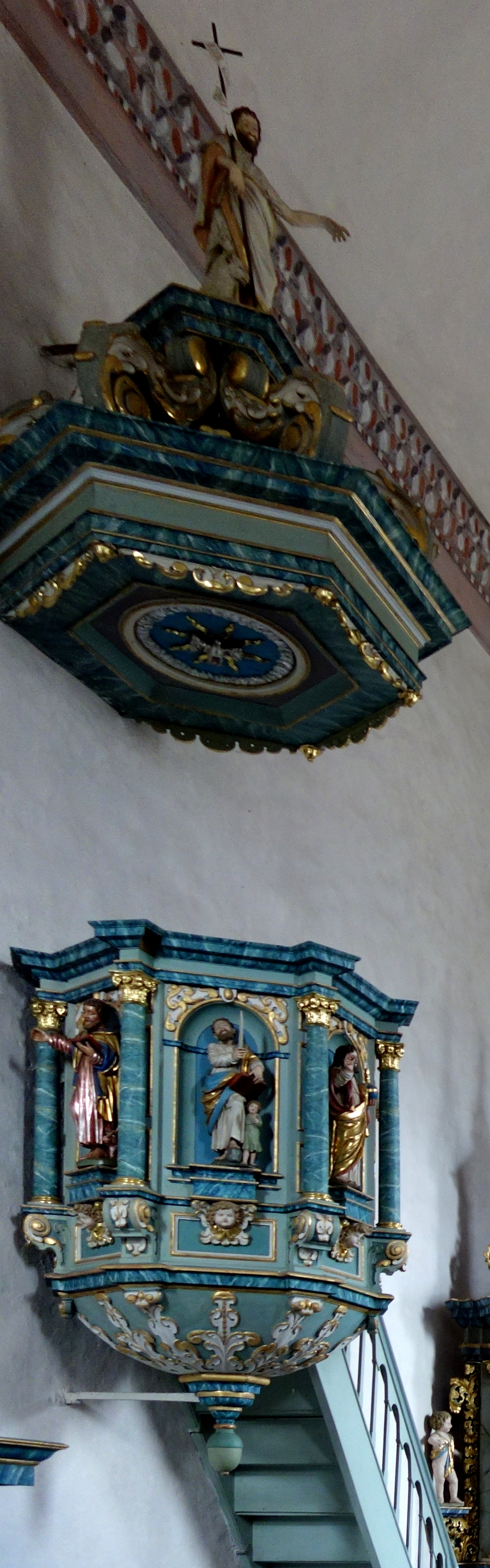
Kanzel
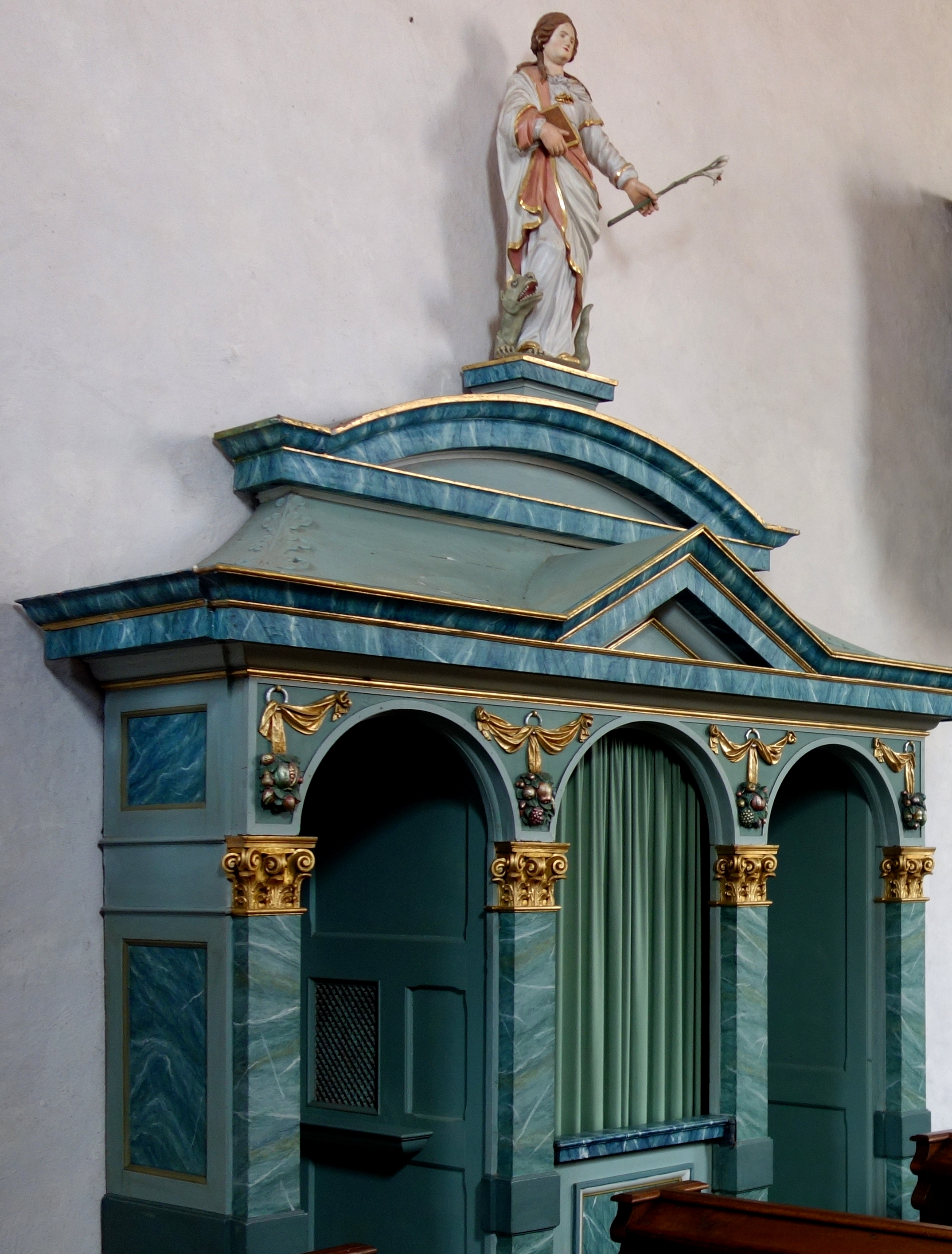
Beichtstuhl
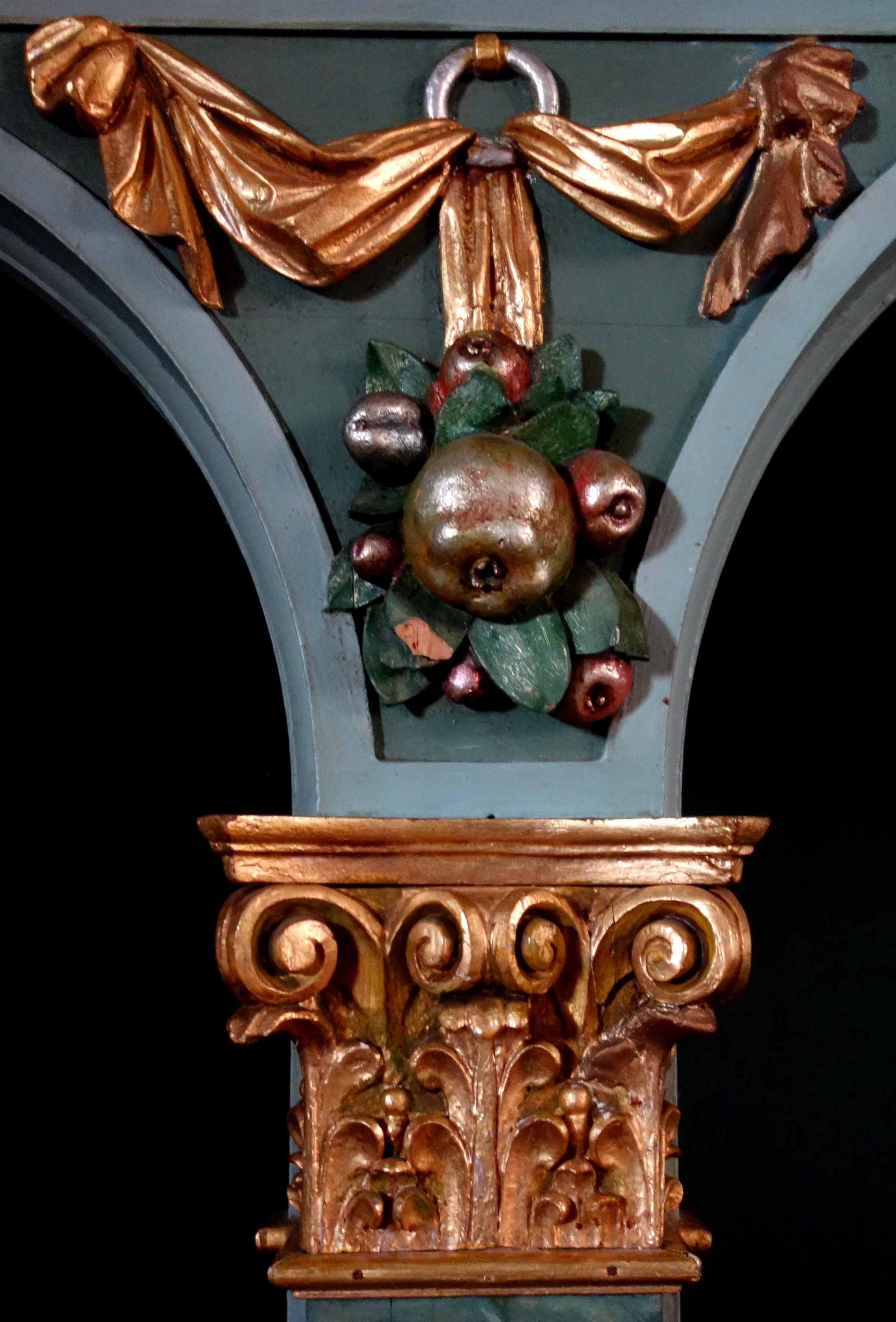
Beichtstuhlornamente
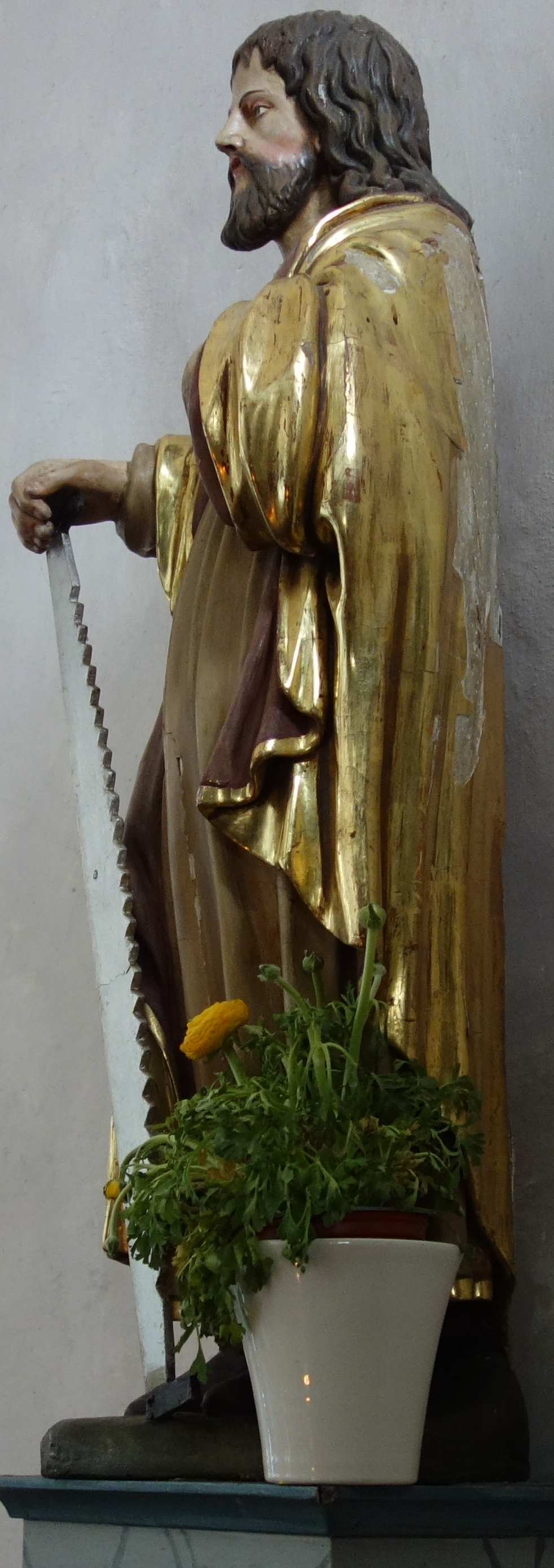
Josefs-Statue
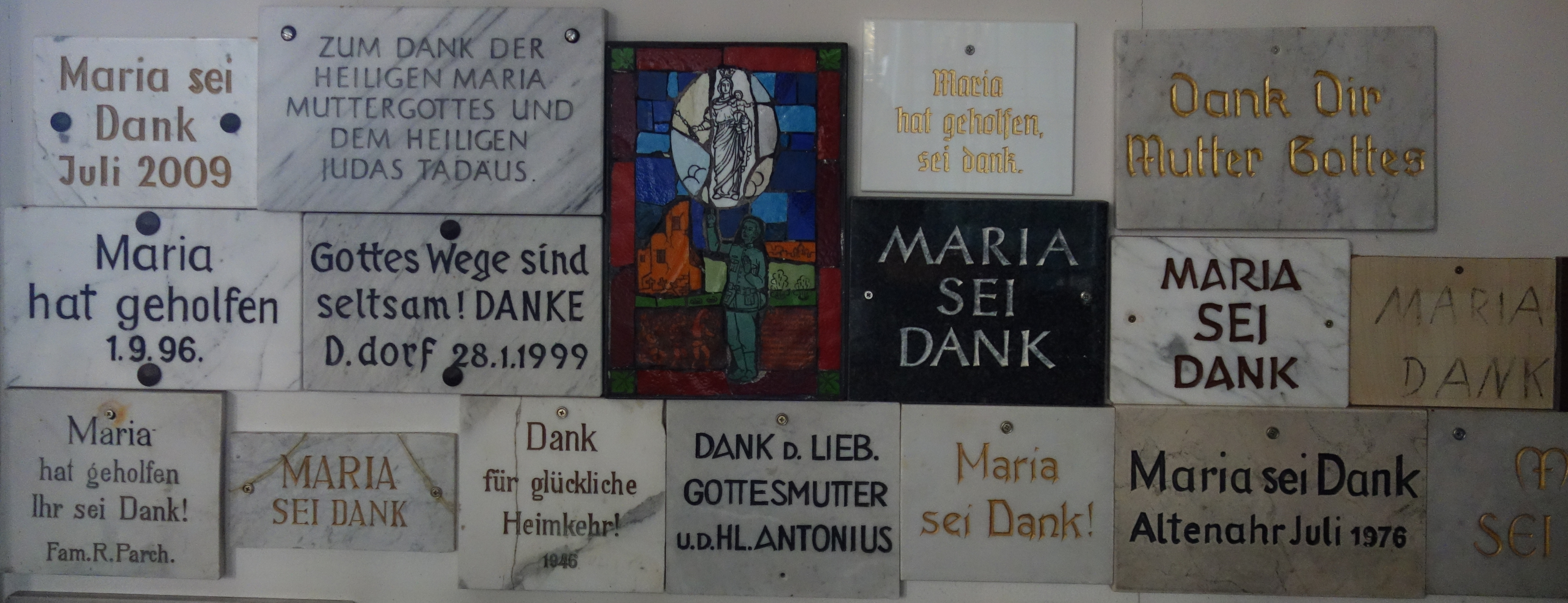
Mariendanksagungen

## Denkmalschutz
Die Katholische Wallfahrtskapelle St. Maria ist in der Liste der Kulturdenkmäler in Ahrbrück verzeichnet.